# DARPA Agent Markup Language
El DARPA Agent Markup Language (DAML) era el nom d'un programa de finançament dels Estats Units a l'Agència de Projectes de Recerca Avançats de Defensa dels Estats Units (DARPA), iniciat el 1999 pel llavors director del programa James Hendler, i posteriorment dirigit per Murray Burke, Mark Greaves i Michael Pagels. El programa es va centrar en la creació de representacions llegibles per màquina per a la web.
Un dels investigadors que treballava en el programa va ser Tim Berners-Lee. Treballant amb els gestors del programa i altres participants, en Tim va ajudar a donar forma a l'esforç per crear tecnologies i demostracions per al que ara s'anomena Web Semàntica, cosa que va conduir al seu torn al creixement de la tecnologia dels grafs de coneixement.
Un resultat principal del programa DAML va ser el llenguatge DAML, un llenguatge de marcatge d'agents basat en RDF. Aquest llenguatge va ser seguit per una extensió titulada DAML+OIL que va incloure investigadors externs al programa DARPA en el disseny. La presentació del llenguatge DAML+OIL al World Wide Web Consortium (W3C) del 2002 recull la feina realitzada pels contractistes de DAML i la UE / EU. Comitè Conjunt ad hoc de S. sobre Llenguatges de Marcat d'Agents. Aquesta proposta va ser el punt de partida perquè el llenguatge (més tard anomenat OWL ) fos desenvolupat pel grup de treball d'ontologia web del W3C, WebOnt.
DAML+OIL era una sintaxi, basada en RDF i XML, que es podia utilitzar per descriure conjunts de fets que componen una ontologia.
DAML+OIL té les seves arrels en tres llenguatges principals: DAML, tal com s'ha descrit anteriorment, OIL (Ontology Inference Layer) i SHOE, un projecte de recerca anterior dels EUA.
Una innovació important dels llenguatges va ser utilitzar RDF i XML com a base, i utilitzar espais de noms RDF per organitzar i ajudar amb la integració d'un nombre arbitràriament gran d'ontologies diferents i incompatibles.
Les ontologies d'articulació poden vincular aquestes ontologies competidores mitjançant la codificació de subconjunts anàlegs des d'un punt de vista neutral, tal com es fa a la Viquipèdia.
La recerca actual en ontologia derivada en part de DAML condueix cap a l'expressió d'ontologies i regles per al raonament i l'acció.
Gran part del treball en DAML s'ha incorporat ara a RDF Schema, OWL i els seus llenguatges i tecnologies successors, incloent-hi schema.org.